# سكين هوائي

صورة توضيحية لعمل السكين الهوائي

سكين هوائي أو شفرة هوائية (بالإنجليزية: Air knife)‏ هو أداة تستخدم في بعض مراحل التصنيع مثل التجفيف والتنظيف، أو كخطوة أولى في عملية إعادة التدوير متكررة لفصل الجزيئات الأخف وزنا من المكونات الأخرى لاستخدامها في الخطوات لاحقة.